# Borgarmålet
Borgarmålet var ett pidginspråk eller handelsjargong som användes i de södra lappmarkerna på 1700-talet i samband med handel mellan samer och svenska köpmän ("borgare"). 

## Språkprov
Pehr Högström, missionär och kyrkoherde i Gällivare och Skellefteå, ger några konkreta exempel i sin Beskrifning öfwer Sweriges Lapmarker som utkom 1747:
Du stick uti mäg din skin, så ja sätt uti däg min bränwin = Du ger mig dina skinn, så ger jag dig brännvin igen.
Du släpp din räv uti min wåm, så få du din bak den pelsomesak = Du ger denna rot (eller rova) åt min mage, så ger jag dig tillbaka detta muddskinn (renkalvspäls).
Den lapman kast sin renost bak i den borgar = Lappen ger renosten åt borgaren.
Som du wara rätt stin = Du är mycket dyr.
Hur sit din heit? = Vad heter du?

## Struktur
Språkprovet visar att grammatiken är mycket starkt reducerad, framför allt i fråga om ordens böjning. Svenskan tycks dominera ordförrådet, medan satsbyggnaden är samisk. Förutom Högströms exempel vet man egentligen ingenting om borgarmålet. Det har därför ifrågasatts om det verkligen var ett fullt utvecklat pidginspråk, eller om man rättare borde kalla det för handelsjargong.